# 大仏切通

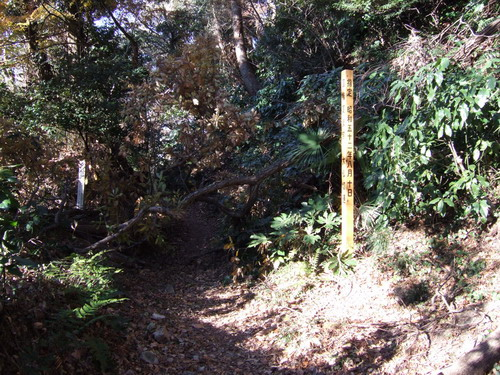
大仏切通1

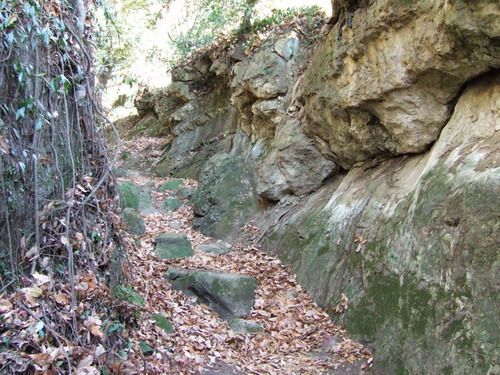
大仏切通2

大仏切通（だいぶつきりどおし）は鎌倉七口のひとつで、現在の神奈川県鎌倉市長谷と常盤・深沢地域を結ぶ切通し道。

## 概要
現在は新道がトンネルを抜けており、新道北側に旧道の一部が残されているが、現在見られる姿は、実際には1879年（明治12年）から翌年にかけて開削工事されたもので、このとき5丁（約545メートル）の山道を3丈（約9メートル）切り下げて人力車が通れるようにしたと切通の鎌倉側入口にある石碑に記されている。
一般には鎌倉時代からのものだろうと言われるが、発掘調査ではかわらけ（素焼きの小皿）の小片が出土した以外には見るべきものはない。また、鎌倉時代に京などから鎌倉に来る記録では、初期にはほとんどが稲村路を通っており、後期には極楽寺坂切通を通ったと思われる文献もあり、鎌倉期にこの道が存在したことを確認することは困難である。ただし、現在の大字長谷は旧くは深沢村の一部であり、ローカルな生活道があった可能性は否定できない。
大仏切通の史料上の初出は江戸時代初期であり、1624年（元和10年）-1647年（正保4年）頃に刊行された『玉舟和尚鎌倉記』に「大仏坂（藤沢口）」がそれである。よく知られるのは1685年（貞亨2年）の『新編鎌倉志』の「大仏切通 大仏西の方なり。この切通を越えれば、常盤里へ出るなり」という記述である。
現在の大仏切通は鎌倉側から常盤の出口に近くなるほど切通しが深くなり、上述の1879年（明治12年）の切り下げ工事と符合するが、その後の関東大震災での倒壊などで、とても人力車が走ったとは思えない状態になっている。結果として、野趣あふれる雰囲気が存置されたとも言えるが、並行して走る新道の掘り下げとそちらへの倒壊もあり一部は通るにはかなり危険な状態である。
一部が1977年（昭和52年）8月10日、国の史跡に指定されている。